# Ульяненко, Нина Захаровна

Памятная табличка на входе во 2-й корпус УдГУ

Ни́на Заха́ровна Улья́ненко (17 декабря 1923, Воткинский завод, Уральская область — 31 августа 2005, Ижевск) — командир звена 46-го гвардейского ночного бомбардировочного авиационного полка 325-й ночной бомбардировочной авиационной дивизии 4-й воздушной армии 2-го Белорусского фронта, гвардии лейтенант. Герой Советского Союза.

## Биография
Родилась 17 декабря 1923 года в посёлке Воткинске Вятской губернии (ныне Удмуртской Республики) в семье рабочего. Училась в Саратовском авиационном техникуме.
В 1939—1940 годах обучалась в аэроклубе при ДОСААФ. 11 апреля 1940 года Нина Ульяненко впервые поднялась в воздух. С января по май 1942 года — курсантка штурманских курсов военной авиационной школы города Энгельса.
На фронте с мая 1942 года. С 27 мая 1942 года — штурман экипажа звена эскадрильи ночного бомбардировочного авиаполка, с декабря 1943 года по апрель 1944 года — лётчик 46-го гвардейского Таманского ночного бомбардировочного полка, с декабря 1944 года — командир звена этого же полка.
Воевала в сталинградском небе, у берегов Волги, участвовала в освобождении Северного Кавказа, Крыма, Белоруссии, Польши и Восточной Пруссии. Дошла с боями до столицы гитлеровской Германии Берлина. Член ВКП(б)/КПСС с 1944 года.
К середине февраля 1945 года Нина Захаровна как штурман сделала 388 боевых вылетов, как лётчик — 530 боевых вылетов.
Указом Президиума Верховного Совета СССР от 18 августа 1945 года за образцовое выполнение боевых заданий командования и проявленные мужество и героизм в боях с немецко-фашистскими захватчиками гвардии лейтенанту Ульяненко Нине Захаровне присвоено звание Героя Советского Союза с вручением ордена Ленина и медали «Золотая Звезда» (№ 8671).
С 1945 года гвардии лейтенант Ульяненко — в запасе, а затем в отставке. В ноябре 1945 года Нина Захаровна стала слушательницей Московского Военного института иностранных языков. В 1946 году вместе с мужем Николаем Минаковым уезжает в Курск, где заканчивает двухгодичную Курскую областную партийную школу, работает в газете «Курская правда».
В октябре 1948 года переехала в Ижевск, работала в редакции газеты «Удмуртская правда» литературным работником, находилась на партийной работе.
С 1947 года по 1951 год являлась депутатом Верховного Совета РСФСР, с 1953 года по 1955 год была депутатом Ижевского городского Совета.
В 1955 году Нина Захаровна поступила в Удмуртский педагогический институт на исторический факультет и окончила его в 1957 году. С 1957 года работала воспитателем, учителем, директором школ города и Воткинского района. Работала начальником учебной части республиканского аэроклуба ДОСААФ.
Все послевоенные годы вела большую работу по патриотическому воспитанию молодёжи. После выхода на заслуженный отдых жила в столице Удмуртии — городе Ижевске.
24 октября 1996 года удостоена звания «Почётный гражданин Удмуртской Республики».
Скончалась на 82 году жизни 31 августа 2005 года. Похоронена на Хохряковском кладбище Ижевска.
Награждена орденом Ленина, двумя орденами Красного Знамени, орденами Отечественной войны 1-й и 2-й степеней, орденом Красной Звезды; медалями «За оборону Кавказа», «За Победу над Германией в Великой Отечественной войне 1941—1945 гг.» и другими.

## Сочинения
- Ульяненко, Нина Захаровна. Незабываемое : воспоминания Героя Советcкого Союза, летчицы первого в мире авиационного женского полка ночных бомбардировщиков / Н. З. Ульяненко. - Ижевск : Удмуртия, 2005. - 93, [2] с., [8] л. ил. ; 21 см. - 1000 экз. - ISBN 5-7659-0176-X (в пер.)
- Незабываемое // Героев наших имена / И. Г. Кулемин. – Ижевск, 1975. – С. 189–192.